# 네이버아이앤에스
네이버 I&S(Naver Information and Services)는 네이버 (기업)가 계열사 공통 인프라로서의 서비스 가치 극대화 및 전문화를 위하여 경영지원 기능을 분할하여 2009년 3월 1일에 출범한 법인이다.
네이버 I&S는 자산관리 서비스, 경영지원 서비스, 정보시스템 서비스, 서비스 운영관리를 통합적으로 제공하는 경영지원 서비스 기업이다.